# Campeonato Asiático de Atletismo de 2019 - Salto em distância masculino
A prova do salto em distância masculino do Campeonato Asiático de Atletismo de 2019 foi disputada entre os dias 23 e 24 de abril de 2019 no Estádio Internacional Khalifa em Doha, no Catar. 

## Recordes
Antes desta competição, os recordes mundiais e do campeonato nesta prova eram os seguintes:
|                       | Nome                        | Nacionalidade  | Distância | Local      | Data                 |
| --------------------- | --------------------------- | -------------- | --------- | ---------- | -------------------- |
| Recorde mundial       | Mike Powell                 | Estados Unidos | 8m 95cm   | Tóquio     | 30 de agosto de 1991 |
| Recorde do campeonato | Hussein Taher Al-Sabee      | Arábia Saudita | 8m 33cm   | Jacarta    | 2000                 |
| Recorde asiático      | Mohamed Salman Al-Khuwalidi | Arábia Saudita | 8m 48cm   | Sotteville | 2 de julho de 2006   |

## Medalhistas
| Ouro                | Prata                | Bronze                |
| Yuki Hashioka (JPN) | Zhang Yaoguang (CHN) | Huang Changzhou (CHN) |

## Cronograma
Todos os horários são locais (UTC+3)
| Data        | Hora  | Evento       |
| ----------- | ----- | ------------ |
| 23 de abril | 17:08 | Qualificação |
| 24 de abril | 17:46 | Final        |

## Resultados

### Qualificação
Qualificação: 8,00 m  (Q) ou as 12 melhores marcas (q). 
| Posição | Grupo | Atleta                            | Nacionalidade  | #1    | #2    | #3   | Resultados | Notas                |
| ------- | ----- | --------------------------------- | -------------- | ----- | ----- | ---- | ---------- | -------------------- |
| 1       | B     | Zhang Yaoguang                    | China          | 7.86  | –     | –    | 7.86       | q                    |
| 2       | A     | Yuki Hashioka                     | Japão          | 7.50  | 7.81  | –    | 7.81       | q                    |
| 3       | A     | Huang Changzhou                   | China          | 7.78  | 7.57  | –    | 7.78       | q,                   |
| 4       | B     | Lin Chia-hsing                    | Taipé Chinesa  | 7.67  | 7.77w | x    | 7.77       | q                    |
| 5       | A     | Sapwaturrahman                    | Indonésia      | 7.72  | x     | 7.66 | 7.72       | q                    |
| 6       | B     | Shotaro Shiroyama                 | Japão          | x     | 7.72  | –    | 7.72       | q                    |
| 7       | B     | Mohammad Amin Al-Salami           | Síria          | 7.45w | 7.63  | 6.21 | 7.63       | q,                   |
| 8       | B     | Andre Anura                       | Malásia        | x     | 7.50  | 7.58 | 7.58       | q                    |
| 9       | A     | Janaka Prasad                     | Sri Lanka      | 7.48  | 7.44  | 7.57 | 7.57       | q                    |
| 10      | B     | Vinura Lakmal Galolu Kankanamlage | Sri Lanka      | 7.53w | 7.40  | x    | 7.53       | q                    |
| 11      | A     | Lin Hung-min                      | Taipé Chinesa  | x     | x     | 7.52 | 7.52       | q                    |
| 12      | B     | Nikita Loginov                    | Uzbequistão    | 7.24  | 7.47  | 7.18 | 7.47       | q                    |
| 13      | B     | Janry Ubas                        | Filipinas      | 7.44  | 7.25  | x    | 7.44       |                      |
| 14      | A     | Joo Eun-jae                       | Coreia do Sul  | 7.00  | 7.05  | 7.40 | 7.40       |                      |
| 15      | B     | Muhannad Al-Absi                  | Arábia Saudita | 7.23  | 7.33  | 6.96 | 7.33       |                      |
| 16      | A     | Ko Ho Long                        | Hong Kong      | x     | x     | 7.32 | 7.32       |                      |
| 17      | B     | Chan Ming Tai                     | Hong Kong      | x     | 7.31  | x    | 7.31       |                      |
| 18      | B     | Rashid Al-Suwaidi                 | Catar          | 7.08w | 6.94  | 6.86 | 7.08       | Recorde da temporada |
| 19      | A     | Ebrahim Faisal Asak               | Kuwait         | 7.02  | 6.80  | 6.90 | 7.02       | Recorde da temporada |
| 20      | A     | Javokhir Noriyev                  | Uzbequistão    | x     | 6.87  | x    | 6.87       | Recorde pessoal      |
| 21      | A     | Salam Al-Yarabi                   | Omã            | x     | x     | 6.85 | 6.85       | Recorde da temporada |
| 22      | A     | Ho Chon Lam                       | Macau          | 6.78  | 6.57  | 6.64 | 6.78       |                      |

### Final
| Posição           | Atleta                            | Nacionalidade | #1   | #2   | #3   | #4   | #5   | #6   | Resultados | Notas                |
| ----------------- | --------------------------------- | ------------- | ---- | ---- | ---- | ---- | ---- | ---- | ---------- | -------------------- |
| Medalha de ouro   | Yuki Hashioka                     | Japão         | 7.97 | 7.81 | 8.08 | x    | 7.92 | 8.22 | 8.22       | = ,                  |
| Medalha de prata  | Zhang Yaoguang                    | China         | 7.90 | x    | x    | x    | 8.13 | x    | 8.13       | Recorde da temporada |
| Medalha de bronze | Huang Changzhou                   | China         | 7.90 | x    | x    | x    | 8.13 | x    | 7.97       | Recorde da temporada |
| 4                 | Lin Chia-hsing                    | Taipé Chinesa | 7.95 | x    | x    | 7.81 | 7.86 | 7.92 | 7.95       |                      |
| 5                 | Shotaro Shiroyama                 | Japão         | x    | x    | 7.58 | 7.78 | x    | 7.53 | 7.78       |                      |
| 6                 | Lin Hung-min                      | Taipé Chinesa | x    | 7.60 | x    | 7.66 | x    | x    | 7.66       |                      |
| 7                 | Vinura Lakmal Galolu Kankanamlage | Sri Lanka     | 7.36 | 7.65 | 7.45 | 7.61 | 7.45 | x    | 7.65       |                      |
| 8                 | Janaka Prasad                     | Sri Lanka     | x    | 7.49 | 7.40 | x    | x    | x    | 7.49       |                      |
| 9                 | Nikita Loginov                    | Uzbequistão   | 7.28 | x    | 7.39 |      |      |      | 7.39       |                      |
| 10                | Mohammad Amin Al-Salami           | Síria         | 7.17 | 7.19 | 7.28 |      |      |      | 7.28       |                      |
| 11                | Andre Anura                       | Malásia       | x    | x    | 6.78 |      |      |      | 6.78       |                      |
| 12                | Sapwaturrahman                    | Indonésia     | x    | x    | x    |      |      |      | NM         |                      |

Legenda
| Recorde mundial       | Recorde mundial (World record)               |                       | Recorde africano                      | Recorde africano (African) |                                           | Q | Classificado por posição (Qualified) |
| Recorde do campeonato | Recorde do campeonato (Championship record)  | Recorde da América    | Recorde da América (Americas)         | q                          | Classificado por melhor tempo (Qualified) |   |                                      |
| Melhor marca do ano   | Melhor marca do ano (World leading)          | Recorde asiático      | Recorde asiático (Asian)              | DNS                        | Não largou (Did not start)                |   |                                      |
| Recorde nacional      | Recorde nacional (National record)           | Recorde europeu       | Recorde europeu (European)            | DNF                        | Não terminou (Did not finish)             |   |                                      |
| Recorde pessoal       | Recorde pessoal do atleta (Personal best)    | Recorde da Oceania    | Recorde da Oceania (Oceania)          | DSQ / DQ                   | Desclassificado (Disqualified)            |   |                                      |
| Recorde da temporada  | Recorde da temporada do atleta (Season best) | Recorde sul-americano | Recorde sul-americano (South America) | NM                         | Sem marca (No mark)                       |   |                                      |